# Alto Lucero, Tuxpan
Alto Lucero är en ort i Mexiko.   Den ligger i kommunen Tuxpan och delstaten Veracruz, i den sydöstra delen av landet, 240 km nordost om huvudstaden Mexico City. Alto Lucero ligger 37 meter över havet och antalet invånare är 15 011.
Terrängen runt Alto Lucero är platt. Runt Alto Lucero är det ganska tätbefolkat, med 160 invånare per kvadratkilometer. Närmaste större samhälle är Tuxpan de Rodríguez Cano, 3,5 km öster om Alto Lucero. Trakten runt Alto Lucero består till största delen av jordbruksmark.